# Гэльский шрифт
Гэльский шрифт (ирл. cló Gaelach — [kɫ̪oː ˈɡeːɫ̪əx]) — термин, которым обозначают семью островных шрифтов, разработанных для записи ирландского языка. Их использовали в XVI—XX вв. Иногда все гэльские шрифты называют «кельтскими» или унциальными, хотя большинство гэльских шрифтов не являются унциальными. В Ирландии термин «cló Gaelach» употребляют как противоположный термину «cló Rómhánach» (романский шрифт). Иногда гэльский шрифт называют ирландским. «Англосаксонский» шрифт XVII в. принадлежит к этой категории, поскольку он, как и гэльский/ирландский, происходит от рукописных шрифтов Ирландии.

## Характеристика
Кроме 26 букв латинского алфавита, гэльский шрифт должен содержать все гласные с острым ударением (Áá, Éé, Íí, Óó, Úú); набор согласных с точкой сверху (Ḃḃ, Ċċ, Ḋḋ, Ḟḟ, Ġġ, Ṁṁ, Ṗṗ, Ṡṡ, Ṫṫ), а также тиронский знак et — «⁊», который в ирландском языке употребляют вместо союза agus («и»). Гэльские шрифты также часто содержат островные формы букв s и r, а некоторые — также лигатуры, которые употребляли в ранних гэльских рукописных текстах. Малую букву i пишут без точки, а буквы d, f, g и t имеют «островные» формы. Много современных гэльских шрифтов содержат формы букв j, k, q, v, w, x, y и z, а также поддерживают гласные, которые употребляют в других кельтских языках. Они также различают знаки «&» и «⁊», хотя некоторые современные шрифты последовательно заменяют амперсанд тиронским знаком, поскольку оба означают союз «и».

## Происхождение
Ирландский унциальный алфавит происходит от средневековых рукописей как «островной» вариант латинского письма. Первый гэльский шрифт был создан в 1571 году для использования в катехизисе, что должно было способствовать обращению ирландцев к протестантству, чего добивалась английская королева Елизавета I.

## Использование
Печать этим шрифтом была общепринята в Ирландии до середины XX века. Сегодня же его используют преимущественно для декоративных целей; например, немало ирландских газет печатают свои названия на обложке гэльским шрифтом, а также он популярен в названиях пабов, поздравительных открытках и в рекламе. Эдвард Ллуйд в своем труде о грамматике корнского языка использует согласные из гэльского шрифта для обозначения звуков [ð] и [θ].

## Гэльский шрифт в Юникоде
Юникод относит гэльский шрифт к вариантам латинского алфавита. Малая островная буква g (ᵹ) была добавлена в версии 4.1 как часть Phonetic Extensions block, поскольку ирландские языковеды используют её для обозначения звука [ɣ]. Unicode 5.1 (2008) впоследствии добавил букву G (Ᵹ), а также большую и малую буквы D, F, R, S, T; обратная островная g была добавлена, поскольку Эдвард Ллуйд принял её в своем труде «Archaeologia Britannica» (1707 г.) для научного правописания корнского языка.
- Ᵹ ᵹ островная G (U+A77D, U+1D79)
- Ꝺ ꝺ островная D (U+A779, U+A77A)
- Ꝼ ꝼ островная F (U+A77B, U+A77C)
- Ꝿ ꝿ перевёрнутая островная G (U+A77E, U+A77F)
- Ꞃ ꞃ островная R (U+A782, U+A783)
- Ꞅ ꞅ островная S (U+A784, U+A785)
- Ꞇ ꞇ островная T (U+A786, U+A787)

## Примеры
Второе предложение:
Duibhlinn/Ceanannas an cló a úsáidtear anseo,
что означает «Duibhlinn / Ceannanas является шрифтом, который здесь использовали».

Во втором предложении употреблены короткие формы букв r и s; а в первом — длинные.